# Wolfgang Reichel (Fußballspieler)
Wolfgang Reichel (* 18. Februar 1958 in Boguszów) ist ein ehemaliger deutscher Fußballspieler. Er absolvierte insgesamt 74 Spiele in der Zweiten Bundesliga für den KSV Baunatal und die SpVgg Bayreuth.

## Karriere
Der offensive Mittelfeldspieler stand mit den A-Junioren des FC Schalke 04 sowohl 1975 als auch 1976 im Finale um die deutsche Meisterschaft. Nach einer Niederlage im ersten Endspiel wurde er mit der Schalker A-Jugend ein Jahr später durch ein 5:1 gegen Rot-Weiss Essen Deutscher Juniorenmeister. In der Saison 1976/77 gehörte der 18-Jährige zum Bundesligakader der Knappen, kam jedoch nicht zum Einsatz. Daraufhin wechselte Reichel 1977 zum KSV Baunatal in die 2. Bundesliga Süd. Für die Nordhessen absolvierte er in den folgenden zwei Jahren 46 Zweitligaspiele und erzielte dabei zwei Tore, den Abstieg aus der zweiten Bundesliga 1979 konnte er aber nicht verhindern. Wolfgang Reichel schloss sich nun dem westfälischen Amateurligisten 1. FC Paderborn an, mit dem er 1980/81 Meister der Oberliga Westfalen wurde. Da die 2. Bundesliga von einer zweigleisigen in eine eingleisige Liga umgewandelt wurde, gab es jedoch keinen Aufstieg. Für die Spielzeit 1981/82 unterschrieb er beim bayrischen Zweitligisten SpVgg Bayreuth. Bei den Oberfranken kam er auf 28 Einsätze, im Endklassement landete der Verein auf dem 20. und letzten Platz und es stand erneut ein Abstieg. Reichel kehrte nach Nordrhein-Westfalen zurück und wurde vom Nordrhein-Oberligisten 1. FC Bocholt verpflichtet. Nach der Vize-Meisterschaft 1983 hinter Rot-Weiß Oberhausen wurde er mit dem Klub 1983/84 Meister der Oberliga und nahm an der Bundesliga-Aufstiegsrunde teil, wo man jedoch an Blau-Weiß 90 Berlin und dem FC St. Pauli scheiterte. Reichel spielte noch zwei weitere Jahre für Bocholt, bevor er 1986 zur SpVgg Bayreuth zurückkehrte.
Bei seinen verschiedenen Vereinsstationen kam Wolfgang Reichel auf insgesamt 12 Einsätze im DFB-Pokal, darunter der Achtelfinaleinzug mit der SpVgg Bayreuth 1981/82, als man mit 0:2 Werder Bremen unterlag.
Im Pokalwettbewerb 1983/84 erreichte der Mittelfeldspieler mit dem 1. FC Bocholt nach Siegen u. a. über die Stuttgarter Kickers und Eintracht Braunschweig das DFB-Pokal Viertelfinale, dort traf der Außenseiter auf den deutschen Rekordmeister FC Bayern München und verlor knapp mit 1:2 vor 20.000 Zuschauern.